# Data journalism

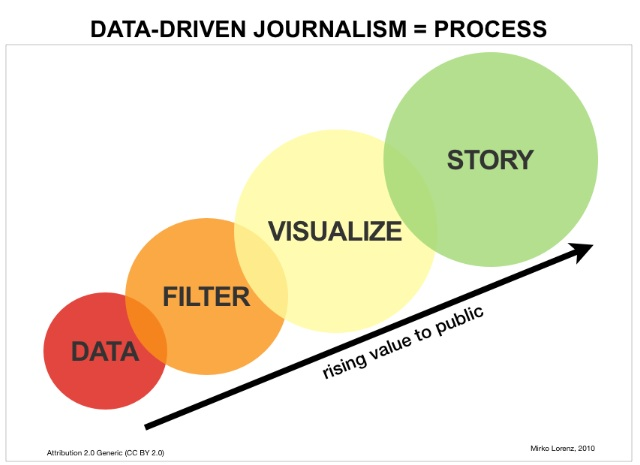
Il processo di lavoro del data journalism

Per data journalism o giornalismo dei dati s'intendono le inchieste o i reportage realizzati con gli strumenti della matematica, della statistica e delle scienze sociali e comportamentali, applicate alla pratica del giornalismo. È dunque una branca della professione che attinge alla statistica descrittiva, ma anche alla rappresentazione grafica di grosse quantità di dati nonché alle scienze sociali e comportamentali.
Tra gli strumenti del data journalism c'è l'uso dei fogli di calcolo (per raccogliere ed analizzare i dati), la ricostruzione di un fatto attraverso la lettura e il confronto di documenti, la realizzazione dei sondaggi e anche la costruzione di mappe per mostrare i risultati ottenuti. Questo tipo di giornalismo beneficia soprattutto di Internet, da un lato per gestire l’interattività con il lettore grazie agli strumenti multimediali, e dall'altro per attingere alle banche dati, grazie anche al fenomeno degli Open data.

## Le origini

### Negli Stati Uniti
Nel mondo anglosassone con il termine data journalism ci si riferisce sia ai tipi di inchieste giornalistiche che sono portati avanti con il rigore del metodo scientifico, sia a quelle che semplicemente richiedono un computer per accedere a grandi quantità di dati; il suo potere di calcolo viene utilizzato per selezionare e poi confrontare le informazioni d'interesse.
Questo modo di fare giornalismo prende inizialmente il nome di Precision Journalism, titolo dell'omonimo libro pubblicato nel 1969 e realizzato da Philip Meyer. Questo filone giornalistico viene anche definito negli Stati Uniti computer-assisted reporting (CAR). Il CAR è un termine entrato in uso negli Stati Uniti fin dagli anni '50: è del 1952 un servizio dell'americana CBS sul giro di denaro che ruota intorno alle elezioni presidenziali.
Con il passare del tempo questi termini vengono associati sempre più alla stessa pratica giornalistica. Rispetto al moderno giornalismo basato sui dati, lo stesso Meyer ha dichiarato che: "[Il giornalismo di precisione] è sempre giornalismo, con gli stessi vecchi obiettivi ma che trae vantaggio dai nuovi strumenti statistici e di gestione dei dati".

### L'uso del termine negli altri Paesi
In Brasile, uno dei primi paesi fuori dagli Stati Uniti dove il Data journalism si è diffuso, si utilizza il nome inglese computer-assisted reporting. Nel mondo ispanico (ovvero America Latina e Spagna), prevale invece la denominazione periodismo de precision (giornalismo di precisione) o periodismo informatico (giornalismo informatico), derivato dalla prima definizione di Philip Meyer.
In Francia ha preso il nome di journalisme scientifique (giornalismo scientifico) accogliendo la definizione di "applicazione del metodo scientifico al giornalismo".
In Italia non c'è omogeneità. Si è usato inizialmente "giornalismo di precisione", termine con cui erano tradotte le pubblicazioni che da oltreoceano giungevano su questa metodologia giornalistica. Ma alcuni giornalisti italiani, interessati più agli strumenti pratici che alla teoria, hanno usato il termine computer-assisted reporting, esattamente come negli Stati Uniti.
Nel 2006 il famoso saggio di Philip Meyer, Precision Journalism, è stato tradotto in italiano. Il curatore della pubblicazione, Massimo Baldini, ha scelto di basarsi sulla terminologia francese e ha tradotto il titolo in "Giornalismo e metodo scientifico" relegando "Giornalismo di precisione" come sottotitolo.
Nel 2010, in occasione della prima conferenza italiana sul tema al Festival internazionale del giornalismo di Perugia, cui parteciparono Philip Meyer, Stephen Doig, José Luis Dader, Ilvo Diamanti, Mario Tedeschini Lalli e Giorgio Meletti, si decise di usare il termine "Giornalismo di precisione". Fu ritenuto
più interessante nonché meno cacofonico rispetto alle rispettive traduzioni in italiano di computer-assisted reporting e database journalism, mentre il termine "giornalismo scientifico", di derivazione francese, esiste già in italiano: è il giornalismo che si occupa di scienze e scoperte scientifiche. Nel tempo, anche in Italia si è diffusa la denominazione
data journalism, che oggi è prevalente.

## Evoluzione storica
Il giornalismo realizzato con le basi di dati è passato attraverso varie fasi.

### Stati Uniti
(Stephen Doig)

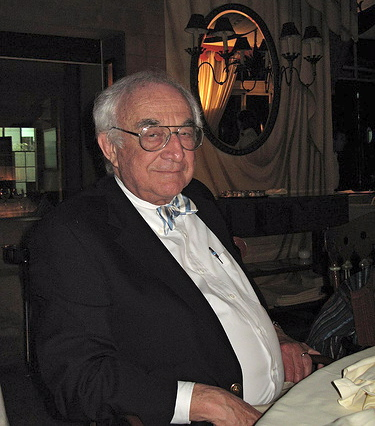
Philip Meyer.

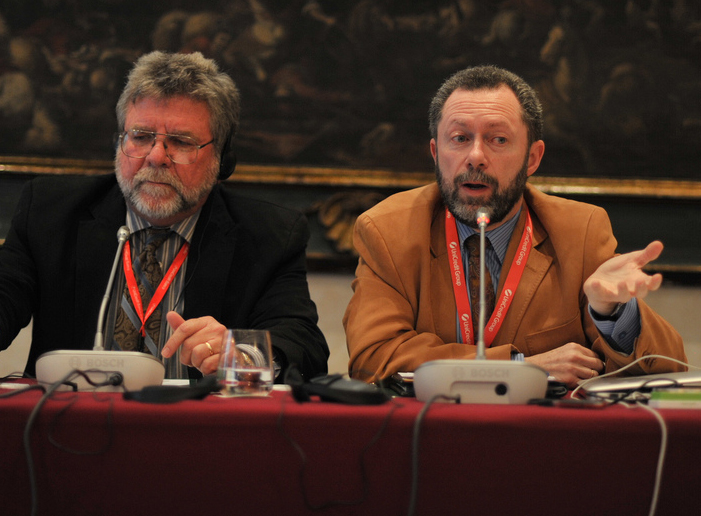
Stephen Doig e José Luis Dader.

Il giornalismo di precisione è una pratica che si avvicina alla ricerca scientifica. Il cronista adotta un metodo scientifico, e applica il rigore del metodo usato, per scrivere un articolo o rivelare un fatto. La forza del metodo di analisi conferisce precisione, e quindi obiettività, alla notizia: più è rigoroso il metodo con il quale viene realizzata l'inchiesta o con il quale sono trattati i dati e le analisi, più si potrà essere obiettivi nel confrontarsi con un fatto.
La differenza del giornalismo di precisione rispetto al giornalismo investigativo è che in quest'ultimo il giornalista si muove sul campo per recuperare informazioni e fare interviste, mentre nel giornalismo di precisione è il reporter che studia il problema o il caso in prima persona e poi riporta le proprie scoperte e risultati.
Il primo caso rilevante di uso dell'informatica applicata al giornalismo si fa risalire al 1952, anno in cui la CBS usò un calcolatore (l'UNIVAC I) per prevedere i risultati delle elezioni americane. Utilizzando come riferimento i voti del 7% della popolazione, fu prevista la vittoria di Dwight Eisenhower con un margine di errore dell'1%.
Il giornalismo di precisione iniziò però a diffondersi come filone giornalistico nel 1969, con la prima edizione del libro di Philip Meyer, Precision Journalism. Il saggio viene pubblicato nel periodo del cosiddetto “nuovo giornalismo” di Tom Wolfe, che immaginava il cronista come uno scrittore. Philip Meyer pensa invece al cronista come ad uno scienziato, che sceglie un metodo per relazionarsi ad un fatto e, con il rigore degli strumenti della scienza, racconta una storia. Più della spettacolarità della notizia, è importante il rigore del metodo di analisi dei dati.
I primi esempi di inchieste di giornalismo di precisione risalgono alla fine degli anni sessanta. Nel 1967 un gruppo di giornalisti del Detroit Free Press, tra cui lo stesso Meyer, realizzarono un'inchiesta sulle cause delle rivolte dei neri di Detroit. Per verificare l'opinione prevalente, secondo cui la rivolta razziale coinvolgeva le persone più frustrate e disperate, il giornale confrontò i rivoltosi con i non rivoltosi, attraverso una ricerca analitica. Fu dimostrato che la gente di colore con un'istruzione universitaria aveva la stessa possibilità di scendere in piazza di quelli meno istruiti. Fu uno dei primi reportage in cui il giornalista si faceva sondaggista per capire le cause di un fatto, tra l'altro realizzando tale approfondimento in tempi ristretti. Per questa inchiesta gli autori vinsero nel 1968 il premio Pulitzer nella sezione «Giornalismo locale».
Il Giornalismo di precisione raggiunse la consacrazione come tipologia specifica di inchiesta con due importanti reportage, entrambi vincitori del Premio Pulitzer.
 
Il primo fu Il colore dei soldi di Bill Dedman per «The Atlanta Journal and Constitution» sui mutui per la gente di colore di Atlanta, capitale della Georgia (Premio Pulitzer 1989). Più delle importanti rivelazioni sulle banche e gli istituti di risparmio e prestito di Atlanta, che preferivano fare prestiti ai poveri indigenti bianchi, più che ai neri dei quartieri della classe media, l'attenzione del pubblico fu calamitata dall'ampio uso di tavole, disegni e carte geografiche che mostravano le percentuali e le differenze dei prestiti dati a bianchi e neri a seconda della zona della città. Per i cronisti che al tempo ancora guardavano con diffidenza ai computer e li usavano il meno possibile, Bill Dedman con il suo reportage divenne un modello da imitare.

La seconda inchiesta che consacrò il giornalismo di precisione come nuovo modo di fare inchiesta fu What Went Wrong (“Cosa è andato storto”) di Stephen Doig per il «Miami Herald» sui danni causati dall'uragano Andrew che colpì Miami nel 1992. Doig ha dimostrato che, più della forza dell'uragano, a distruggere i tetti della città era stata la corruzione nell'edilizia, che il giornalista aveva sottoposto ad una rigorosa verifica quantitativa. Egli verificò che "Andrew" aveva portato via metà del tetto della sua casa nonostante fosse relativamente nuova. Doig fece incrociare tra loro quattro basi di dati: 1) i rapporti su 50.000 accertamenti dei danni provocati dall'uragano; 2) il ruolo delle imposte patrimoniali del 1992, con informazioni dettagliate sul tipo di abitazione, sul suo valore, e sull'anno di costruzione; 3) il catasto della contea, con informazioni sul tipo di costruzione e sui materiali usati per ciascun edificio; 4) la base di dati della contea riguardante le aree edificabili (Building and Zoning database), con oltre 7 milioni di certificati di licenze edilizie e di ispezioni negli anni precedenti. Il «Miami Herald» pubblicò una mappa e un grafico che elencava le 420 suddivisioni, mettendo a confronto la percentuale di case ritenute inagibili con l'anno medio di costruzione. Un diagramma riassuntivo includeva la velocità del vento e mostrava che nelle aree con venti più lievi, da 130 a 200 km all'ora, le case costruite dopo il 1979, cioè quelle più nuove, avevano una probabilità tre volte maggiore di rimanere inagibili rispetto a quelle costruite prima. Doig dimostrò così che la corruzione che si era creata nell'edilizia urbana e che aveva anche modificato a proprio favore i regolamenti edilizi, aveva nel tempo consentito di costruire case sempre meno sicure, che potevano facilmente essere distrutte da un evento naturale. Dopo l'uragano Andrew, Doig non andò semplicemente sul posto a verificare che le case più nuove si trovassero in situazioni peggiori di quelle costruite parecchi anni prima, scrivendo poi semplicemente ciò che aveva visto, bensì fece un passo ulteriore: dall'interno della sua redazione si procurò tutti i database che gli servivano per confrontare i dati al fine di dimostrare la sua tesi. Il modo di procedere di Doig è diventato l'esempio del tipo di servizio pubblico che offre il giornalismo di precisione e per questo gli è stato assegnato nel 1994 il premio Pulitzer per «Giornalismo di servizio pubblico».
Tra le aree tematiche dove ha avuto un ruolo decisivo il data journalism negli Stati Uniti si annoverano i finanziamenti agli uomini politici (ed ai partiti in genere) e la spesa sanitaria. Entrambe le informazioni sono libere e accessibili al pubblico per la legislazione americana. Nel 1990 il giornalista Dwight Morris affrontò entrambe queste inchieste per il «Los Angeles Time», arrivando a smascherare, in entrambi i casi, più di qualche illecito (War Chest '90, con Sara Fritz). Nel 1995 i giornali della Cox Newspaper, gruppo editoriale di oltre una dozzina di giornali, sotto il coordinamento di Eliot Jaspin, realizzarono la più imponente (fino a quel momento) analisi della spesa sanitaria negli Stati Uniti, elaborando al computer tutte le fatture e scontrini degli interventi svolti in America (Medicare's Million-Dollar Doctor Bill).
Nel 2003 il giornalista britannico Stephen Grey raccolse in una banca dati tutti i voli privati e di linea che aveva recuperato. Riuscì ad estrarre una dozzina di voli, che riuscì a collegare alle attività della CIA di sequestro, tortura e deportazione alla Base navale di Guantánamo di presunti terroristi (Extraordinary rendition, o voli fantasma).
In anni recenti altre inchieste che hanno vinto il premio Pulitzer sono state Dangerous train crossings del «New York Times», nel 2005 (settore Giornalismo nazionale), e Option Scorecard del «Wall Street Journal», sulle stock option retrodatate dei dirigenti aziendali statunitensi (settore Giornalismo di servizio pubblico, 2007).
In tempi più recenti possiamo annoverare il reportage sugli abusi immobiliari in Florida del «Sarasota Herald Tribune», arrivato secondo nel 2010 al Pulitzer per Giornalismo investigativo.
Altre importanti inchieste di data journalism sono: l'analisi dell'immigrazione e dell'economia della California pubblicata da Ron Campbell sull'«Orange Country Register» nel 2010 (la California si fonda sul lavoro degli immigrati); l'analisi del porto d'armi in Virginia e il loro uso realizzata dal Washington Post e quella sull'educazione e la valutazione degli insegnanti della California del «Los Angeles Time».
Sempre nel 2010 si verificarono diversi casi di cronaca nera di cui si resero protagoniste persone che, pur avendo problemi mentali, erano entrate in possesso di armi e con queste a compiere stragi. Il caso più eclatante fu l'attentato a Tucson (Arizona) al deputato democratico Gifford. Il «Washington Post» realizzò una grande inchiesta, dal titolo Police Shooting, sulle illegalità e le conseguenze del porto d'armi negli Stati Uniti, concentrandosi sulla Virginia e la sua legislazione. Analizzando e incrociando diversi database, il gruppo di giornalisti ha studiato la correlazione tra la liberalizzazione del porto d'armi nello Stato della costa orientale e l'uso delle pistole. Ne derivò un lungo reportage sul giornale cartaceo, in cinque puntate, integrato con i video e le fotografie disponibili sul sito web del giornale e su iPad.
Il 2010, infine, è stato anche l'anno del Censimento negli Stati Uniti; questo ha permesso ai giornalisti di utilizzare dati aggiornati per nuove inchieste per giornali sia nazionali che locali sui dati completi della popolazione statunitense.

#### Istituti di formazione USA
Nel 1975 è nata negli Stati Uniti una struttura, l'IRE (Investigative Reporters and Editors), che aiuta, sostiene e raccoglie le inchieste dei giornalisti che operano con le tecniche del giornalismo di precisione. L'IRE organizza seminari, assegna annualmente il premio Philip Meyer alla miglior inchiesta di giornalismo di precisione e offre database, banche dati, numeri ed elaborazioni dei censimenti per i giornalisti che vi sono iscritti. È guidata da un comitato presieduto dal direttore della scuola di giornalismo dell'Illinois, Brant Houston.
Dalla metà degli anni novanta le Università americane e le loro Scuole di giornalismo hanno aperto corsi di "Giornalismo di precisione". Il primo in ordine di tempo è stato creato nel 1981 dallo stesso Philip Meyer presso la Scuola di Giornalismo e Comunicazione dell'Università del Nord Carolina a Chapell Hill. Nel 1996 Stephen Doig è stato chiamato a dirigere la Scuola di Giornalismo Walter Cronkite dell'Università dell'Arizona e tra i primi corsi istituiti c'è stato quello di giornalismo di precisione. Anche l'attuale direttore dell'IRE, Brant Houston, dopo aver studiato giornalismo di precisione con Philip Meyer a Chapel Hill nell'Università del Nord Carolina, ha creato un corso di teorie e tecniche del giornalismo di precisione con la cattedra di Giornalismo Investigativo. In molte altre scuole americane di giornalismo esistono corsi di giornalismo di precisione, spesso sotto l'ombrello delle lezioni di Computer-assisted Reporting.
Nonostante il data journalism sia un fenomeno relativamente nuovo, una delle sue evoluzioni potrebbe derivare dall'utilizzo dei dati provenienti dai sensori; si è iniziato infatti a parlare di Sensor Journalism: giornalismo basato cioè sui dati ricavati non più (o non solo) da banche dati, statistiche, siti di open data, ma raccolti autonomamente da dispositivi fissi e mobili e potenzialmente aggiornabili in tempo reale.

### Brasile
Il Brasile è stato uno dei primi paesi che ha cominciato a realizzare inchieste con le tecniche del data journalism, a partire dagli anni novanta. Si è trattato di piccoli progetti che hanno impiegato l'analisi dei pochi dati pubblici permessi dal governo nazionale. Tra le importanti inchieste degli ultimi anni si segnala quella sulle attività dei parlamentari di Marcelo Soares per Transparency.org nel 2008 e la recente Prisoners released del quotidiano O Globo nel 2010.

### Spagna
In Europa il data journalism è stato valorizzato da José Luis Dader, docente dell'Università Complutense di Madrid. Dader ha curato la traduzione in spagnolo del libro di Philip Meyer e ha scritto un libro sul giornalismo di precisione, confrontando quanto si è fatto in America e confrontandolo con i casi spagnoli. Dal 2000 tiene il corso di data journalism presso l'Università Complutense di Madrid e dal 2002 dirige insieme a Xavier Meilàn Pita, reporter e sondagista spagnolo, i seminari di Analisi dei dati e Data journalism del Master di Giornalismo del quotidiano El País, realizzato con l'Università Autonoma di Madrid. Esiste anche un corso di Data journalism presso l'Università di Salamanca, la più antica università di Spagna, tenuto da un'allieva di Dader.

### Italia
Le analisi di dati sono generalmente affidate ad agenzie demoscopiche esterne con le quali instaurano una collaborazione continuata nel tempo. È il caso dei due principali giornali italiani: il Corriere della Sera che lascia l'analisi e il commento dei dati all'Ispo e la Repubblica che si avvale della Demos & PI.
Nel 2010 si è svolto presso il Festival del Giornalismo di Perugia la prima conferenza in Italia sul Giornalismo di Precisione, alla quale hanno partecipato personaggi di rilievo internazionale come Philip Meyer, Stephen Doig e José Luis Dader. Nel 2011 si è tenuta, sempre al Festival del Giornalismo, la seconda edizione della conferenza. Ora il festival ha una sezione apposita, chiamata Data Journalism.
Nel 2017 il Ministero dell'istruzione ha menzionato il data journalism tra i percorsi  di “pensiero logico, computazionale e creatività digitale” proposti alle scuole e finanziabili da un bando.

## Inchieste di data journalism
- 1967, The People Beyond 12th Street, Detroit Free Press, di Philip Meyer
- 1989, Color of Money, The Atlanta Journal and Constitution, di Bill Dedman
- 1990, War Chest '90, Los Angeles Times, di Dwight Morris
- 1992, What Went Wrong, Miami Herald, di Stephen K. Doig
- 1999, "I finanziamenti del Venezuela per i corsi post laurea all'estero", di Patricia Barrios Blanco
- 1995, Medicare's Million-Dollar Doctor Bill, Cox Newspaper, di Elliot Jaspin e Larry Lipman
- 2003, "Race, sex, and age drive ticketinge", "Boston Globe", di Bill Dedman e Francie Latour
- 2003, "Extraordinary Reports Ghost Plane", "New York Times" e altre (PBS, Newsweek, CBS 60 Minutes, Le Monde Diplomatique, BBC, etc.), di Stephen Grey
- 2005, "Corporate cover-up of responsibility for fatal accidents at railway crossings", "The New York Times", Walt Bogdanich
- 2007, "Licence to harm", Seattle Times
- 2007, "Option Scorecard", "Wall Street Journal", di Mark Maremont, Charles Forelle, James Bandler, Steve Stecklow e Gary Putka
- 2008, "Culture of resistance: The drug-resistant germ MRSA lurks in Washington hospitals", "The Seattle Times", di Michael J. Berens e Ken Armstrong
- 2009, "When Caregivers Harm: Problem Nurses Stay on the Job as Patients Suffer", "ProPublica", by Charles Ornstein and Tracy Weber e Maloy Moore per il Los Angeles Times
- 2010, Flip Investigation, Sarasota Herald-Tribune, di Michael Braga, Chris Davis e Matthew Doig
- 2010, Immigration and California Economy, The Orange Country Register, di Ron Campbel
- 2010, Police Shooting, "Washington Post", vari
- 2014, "Il prezzo dell'amianto Archiviato il 31 luglio 2016 in Internet Archive.", Wired Italia
- 2015, "Confiscati Bene", Dataninja
- 2015, "The Migrants Files Archiviato l'11 settembre 2016 in Internet Archive.", Dataninja
- 2015, "People's Republic of Bolzano", Libera Università di Bolzano
- 2016, "Europa Dreaming", Libera Università di Bolzano
- 2017, "Italia delle Slot", Gruppo GEDI e Dataninja
- 2018, "Italia delle Slot 2", Gruppo GEDI e Dataninja
- 2021, "Glocal Climate Change", European Data Journalism Network
- 2021, "Mapping Diversity", European Data Journalism Network
- 2022, OnData

### Monografie
- Philip Meyer, Giornalismo e Metodo Scientifico: ovvero il Giornalismo di Precisione, Armando Editore, 2006
- (EN)  Philip Meyer, Precision Journalism: a reporter's introduction to social science methods, 4ª Edizione, 1973 (versione originale)
- (ES)  Philip Meyer, “Periodismo de Precisión. Nuevas fronteras para la investigación periodistica” Barcellona. Bosch, 1993 (Traduzione spagnola di “The New Precision Journalism. 4° eds.” a cura di José Luis Dader)
- Maxwell Mc Combs, Robert Stevenson, Donald Shaw, Il Giornalismo di Precisione, tratto da Problemi dell'Informazione, anno VIII n.1, 1983
- (ES)  José Luis Dader, Giornalismo di Precisione: un via sociologica e informatica per scoprire notizie, Editorial Sintesis, 2002
- (ES)  José Luis Dader e Pedro Gomez Fernandez, Giornalismo di Precisione: un nuovo metodo per trasformare il giornalismo, articolo del 1993
- (ES)  Jose Luis Dader, “Periodismo de Precisión en España. Una panorámica de casos prácticos” Madrid, Rivista Telos: numero monografico sul Giornalismo di Precisione, dicembre 1994 (Pubblicazione del discorso “Los primeros pasos del periodismo de precisión en España: una panoramica de casos practicos”, tenuto per “Periodismo de precisión. Investigación en bases de datos. La nueva frontera”. Convegno organizzato per il VII Centenario della “Universidad Complutense de Madrid”. Jornadas Internacionales. 17,18,19 maggio 1993. Facultad de Ciencias de la Información)
- (ES)  Jose Luis Dader, “La libertad de investigación periodística sobre bases de datos frente a la falsa coartada de la defensa de la intimidad: Problemas jurídicos y de mentalidad en el ejercicio del Periodismo de Precisión en España” Ambitos, 1998. Rivista andalusa di comunicazione
- (ES)  Patricia Blanco Barrios, L'approccio del Giornalismo di Precisione, CAB, 2001
- (ES)  Patricia Blanco Barrios, “¿Cómo construir informaciones con precisión? Guía Periodística” Tesi di Dottorato in Comunicazione Sociale presso la Universidad Andréas Bello, Caracas, luglio 2000
- (ES)  Jose Maria Caminos Marcet, "Los bancos de datos y el periodismo de precisión", tratto dal cap. 13 pag. 233-251 di Periodismo de Investigación. Teoria y Pratica" Madrid, Editorial Sintesis, 1997
- (ES)  Miguel Ángel Bastenier, “El Blanco Móvil. Curso de Periodismo. Con la experiencia de la escula de EL PAIS” Madrid, Ediciones EL PAIS, 2001
- (EN)  Dwight Morris, “Databases as investigative tools in analyzing campaign financing : the work of THE LOS ANGELES TIMES” discorso tenuto per “Periodismo de precisión. Investigación en bases de datos. La nueva frontera”. Convegno organizzato per il VII Centenario della “Universidad Complutense de Madrid”. Jornadas Internacionales. 17,18,19 maggio 1993. Facultad de Ciencias de la Información
- (FR)  Rémy Rieffel, “Le Journalisme de precision en France: L'utilisation des sondages et des statistiques sociales par les journalistes français” discorso tenuto per “Periodismo de precisión. Investigación en bases de datos. La nueva frontera”. Convegno organizzato per il VII Centenario della “Universidad Complutense de Madrid”. Jornadas Internacionales. 17,18,19 maggio 1993. Facultad de Ciencias de la Información
- (EN)  Margaret H. De Fleur, “Computer-Assisted Investigative Reporting” Mahwah, New Jersey, LEA, 1997
- (EN)  David Pearce Demers e Suzanne Nichols “Precision Journalism. A pratical guide” Newbury Park, Sage, 1987
- (EN)  Bruce Garrison, “Computer-Assisted Reporting” (Seconda Edizione). Mahwah, New Jersey, LEA, 1998
- (EN)  Brant Houston, “Computer-Assisted Reportig. A Pratical Guide” (Prima Edizione). New York, St. Martin's Press, 1996
- (EN)  Victor Cohn, "News & Numbers: A Guide to Reporting Statistical Claims and Controversies in Health and Related Fields", Iowa State University Press, 1989
- (EN)  John Allen Paulos, "Innumeracy: Mathematical Illiteracy and Its Consequences", Hill & Wang, A Division of Farrar, Straus and Giroux, 1988
- (EN)  John Allen Paulos, "A Mathematician Reads the Newspaper", BasicBooks, A Division of Harper Collins Publishers, Inc., 1995
- (EN)  Sarah Cohen, "Numbers in the Newsroom: Using Math and Statistics in News", Investigative Reporters and Editors, Inc., 2001
- (EN)  Kathleen Woodruff Wickham "Math Tools for Journalists", Marion Street Press, Inc., 2002
- Alberto Cairo, L'arte funzionale. Infografica e visualizzazione delle informazioni, Pearson, 2013
- Davide Ludovisi Il Potere dei Dati - il data journalism e le nuove forme del comunicare, Effequ, 2016

### Articoli
- (EN)  How Sources, Reporters View Math Errors in News, Scott R. Maier, Oct. 1, 2003, Newspaper Research Journal
- (EN)  Why Math Matters, Chip Scanlan
- (EN)  Avoiding Numeric Novocain: Writing Well with Numbers, Chip Scanlan
- (EN) Numerical Competence, su poynterextra.org. URL consultato il 9 aprile 2011 (archiviato dall'url originale il 7 marzo 2006).
- (EN)  No numbers please - we're journalists, Nicole Bailey (This is an abridged version of a thesis.)